# Bataille de cavaliers arabes autour d'un étendard
Bataille de cavaliers arabes autour d'un étendard est un tableau orientaliste à l'huile sur toile du peintre français Théodore Chassériau, signé et daté de 1854. Inspiré par une scène de bataille en Algérie, il est conservé au Musée d'art de Dallas.

## Réalisation
Un modèle du tableau Cavaliers arabes aux chevaux cabrés a probablement été réutilisé pour figurer le guerrier dont le cheval se cabre à la gauche de ce tableau. La toile est réalisée peu après le retour de Théodore Chassériau de son voyage en Algérie. D'après le musée d'Art de Dallas, « le choix du sujet exotique et violent, qui reflétait la conquête et l'occupation coloniale française souvent sanglantes, aurait été chargé d'une importance politique pour les contemporains de Chassériau ».

## Description
Le tableau est dense, les soldats et chevaux au centre sont esquissés par des coups de pinceau lâches. Il comporte des détails tels que la tête coupée et la terreur des chevaux. 